# Daniel Colonius der Jüngere

Daniel Colonius d. J.

Daniel Colonius der Jüngere (auch: van Ceulen; * 18. April 1608 in Leiden; † 9. Juli 1672 ebenda) war ein niederländischer Rechtswissenschaftler.

## Leben
Der Sohn des Daniel Colonius der Ältere, hatte sich am 2. Februar 1626 an der Universität Leiden immatrikuliert und dort ein Studium der Rechtswissenschaften absolviert. Am 18. Juni 1632 hatte er dort zum Doktor der Rechtswissenschaften promoviert und betätigte sich danach als Advokat in seiner Geburtsstadt. Nach dem Abgang von Nicolaas Dedel (1616–1646) erhielt er eine Stelle als Lektor der Instituten an der Leidener Hochschule und wurde am 8. Juni 1648 als Professor der Rechte angestellt. Nach dem Tod von Daniel Heinsius, wurde er 1655 Sekretär des akademischen Senats und verblieb in dieser Stellung bis zu seinem Tod.
Er war verheiratet mit Anna van der Hoeven. Mit ihr hatte er zwei Töchter. Nach deren Tod verheiratete er sich am 31. März 1648 mit Elisabeth van Alphen. Aus letzterer Ehe stammen vier Töchter.

## Werke
- Vita Gerardi Aemilii ab Hoogeveen, Acad. Curatoris et Urbis Leidensis Syndici. Leiden 1666
- Oratio panegyrica de victoria quam Rerum Indiae Occidentalis Administratores, ductu Petri Henrici, 6 Id. Sept. 1628 capta Hispanorum classe, retulerunt. Leiden 1629